# Rolf Werner Salzmann
Rolf Werner Salzmann (Zürich, 21 oktober 1942) is een Zwitsers componist en dirigent.

## Levensloop
Salzmann was en is dirigent van verschillende harmonie- en fanfareorkesten in Zwitserland, zoals van 1971 en 1976 de Verkehrspersonalmusik Winterthur. In 1974 behaalde hij met dit harmonieorkest tijdens het 10e arbeidersmuziekfeest in Vevey een 1e prijs. 
Als componist is hij grotendeels autodidact. Hij schreef vooral marsen voor harmonie- en fanfareorkest. 

## Composities

### Werken voor harmonieorkest
- Bundesrat Graber
- Bundesrat Celio-Marsch
- Erinnerung an Winterthur
- Golden Life
- Oetwil am See
- Polybahn
- Rialto
- Sempacher Leu
- Wewo-Marsch
- Zürcher Möwe